# Tetragnatha gibbula
Tetragnatha gibbula este o specie de păianjeni din genul Tetragnatha, familia Tetragnathidae, descrisă de Roewer în anul 1942.
Este endemică în French Guiana. Conform Catalogue of Life specia Tetragnatha gibbula nu are subspecii cunoscute.